# マゴ
マゴ（Mago、ギリシア語では Magon; Μάγων とも）は、古代のカルタゴ人によく見られる姓名。この項目では特に、
1. 紀元前6世紀後半のカルタゴの指導者
2. ハミルカル・バルカの息子（ハンニバルの弟）
3. ハンニバルの部下
4. カルタゴの著述家で農業研究家

について述べる。

## 紀元前6世紀後半のカルタゴの指導者
マゴは、紀元前6世紀後半の事実上のカルタゴの指導者で、カルタゴ帝国の建設者。マゴ王朝の創始者となり、その一族は3代以上に渡りカルタゴを支配した。

## ハミルカル・バルカの息子
マゴ・バルカ（Mago Barca, 紀元前243年 - 紀元前203年）は、カルタゴの将軍。ハミルカル・バルカの末子、ハンニバルの弟。第二次ポエニ戦争においてしばしば重要な役割を担った。
第二次ポエニ戦争中、マゴはハンニバルのイタリア遠征軍に加わり、主要な戦闘に参加した。紀元前218年のトレビアの戦いでは、騎兵を率いて決戦前夜に森に埋伏し、当日はローマ軍の後方を奇襲して勝利の一翼を担った。
紀元前216年のカンナエの戦いの直後、マゴは戦勝報告と増援要請のためにカルタゴ本国に帰還した。この時、兄のハスドルバルが指揮するイベリア半島の戦線は、グナエウス、プブリウスのコルネリウス兄弟によって劣勢下にあった。そのため、カルタゴ政府は、マゴに援軍を率いさせてイベリアへ派遣した。その後、イベリアでのカルタゴ軍は少しずつ状況を好転させ、紀元前211年、バエティス川の戦いでカルタゴ軍はコルネリウス兄弟を戦死させた。
紀元前210年、プブリウスの息子である大スキピオ（スキピオ・アフリカヌス）率いるローマの援軍がイベリアに到着すると戦況は一変し、カルタゴ軍は敗退を繰り返すようになった。紀元前209年、カルタゴ・ノヴァ(現カルタヘナ)が大スキピオによって攻略された。紀元前207年、メタウルスの戦いでカルタゴ軍は大敗し、ハスドルバルが戦死した。ジスコーネが指揮権を継承し、マゴはその指揮下に入った。紀元前206年、イリッパの戦いでカルタゴ軍は再び大敗し、カディスまで後退を余儀なくされ、ほどなくマゴはカルタゴ本国へ逃げ帰った。
紀元前205年、マゴはイタリアのハンニバルに援軍を届けるため、15000名の兵を率いて海路でイタリア北部のリグリア地方へ向かい、ジェノヴァに上陸した。しかし、ローマ軍に前進を阻まれ、マゴ自身も戦いで重傷を負い、マゴのカルタゴ援軍は3年間北イタリアから出ることができなかった。ハンニバルのカルタゴ帰還と前後してマゴも本国へ向かったが、戦傷が悪化して船上で死亡した。

## ハンニバルの部下
マゴ（Mago）は、カルタゴの将軍。第二次ポエニ戦争中、ハンニバルの部下として主要な戦闘に参加した。ハンニバルに信頼され、しばしば軍の一翼を任された。紀元前216年、カンナエの戦いで右翼のカルタゴ兵を指揮し、左翼のハンニバルと共同してローマ軍を包囲した。紀元前202年、ザマの戦いでは傭兵からなる歩兵戦列の一列目を指揮した。ザマの敗戦で戦死したとも言われている。

## カルタゴの著述家で農業研究家
マゴ（Mago）は、カルタゴの著述家で農業研究家。フェニキア人やベルベル人に伝わる北アフリカの伝統的農業知識を28冊の著書にまとめた。原典は失われたが、ギリシャ語とラテン語の翻訳の一部が残っている。
1. ↑  Huss (1985), p. 570.